# Artalyta Suryani
Artalyta Suryani bí danh Ayin là một doanh nhân Indonesia nổi tiếng với việc tham gia hối lộ một công tố viên của Ngân hàng Hỗ trợ Thanh khoản Indonesia (Bantuan Likuiditas Bank Indonesia, viết tắt BLBI). Artalyta bị Toà án Jakarta kết tội tham nhũng và bị kết án 5 năm tù giam ngày 29 tháng 7 năm 2008 vì hối lộ Điều tra viên Ủy quyền Quận trưởng BLBI Urip Tri Gunawan trị giá 660.000 đô la Mỹ. Vụ án được nhiều sự chú ý vì có dính líu đến các viên chức từ văn phòng Tổng Chưởng, và gây ra sự lùi bước và sa thải các viên chức nhà nước. Vụ án cũng dính líu tới việc nghe trộm điện thoại do Ủy ban Diệt trừ Tham nhũng (KPK) tiến hành, và cuộc ghi âm được chiếu tại đài truyền hình quốc gia Indonesia.